# Насова
Насова (словен. Nasova) — поселення в общині Апаче, Помурський регіон, Словенія. Висота над рівнем моря: 299,1 м.